# 大沢友里江
大沢 友里江（おおさわ ゆりえ 、は、日本のモデル。所属事務所はパール。かつてはスターダストプロモーションに所属していた。

## 人物
- 東京都出身。
- 国立音楽大学附属幼稚園、国立音楽大学附属小学校を経て、堀越高等学校（芸能コース）トレイトコース卒業。実践女子大学卒業。幼少期からピアノ・ソルフェージュ・リトミックなどのクラシック音楽の教育を受ける。

- 3姉妹の末っ子。一番上の姉は元モデル[2]。
- サッカージャーナリスト、コメンテーターの富樫洋一は父のいとこに当たる[要出典]。
- 特技：華道（瑩心流）、茶道、料理[1]。
- 趣味：映画鑑賞、クラシック鑑賞、旅行、美容[1]。
- 資格：ハーブ&ライフコーディネーター、メディカルハーブコーディネーター、アスリートフードマイスター3級、ニュース時事能力検定2級、ビジネス能力検定2級などの資格を取得する。
- 東京アナウンスセミナーでアナウンスを学び、卒業の経歴も持つ。
- アメリカ大手企業の全世界配信CMの撮影のため、イスタンブールに滞在していた経験がある。
- 学生時代からペットボトルキャップを集め、そのキャップを世界の子供たちのワクチンに変えるという事を行っている。ペットボトルキャップは、撮影現場で自身が飲んだペットボトルのキャップを持ち帰るなどして集めている[要出典]。

## 出演

### CM
- タケダ ベンザブロックプラスシリーズ 『カゼのドミノ』篇
- JAL  『ハワイ　style　your　self』篇
- Panasonic LUMIX 『京の技と美』 スペシャルムービー[3]
- LION - クリニカ『みんなでほめられる歯に』
- セキスイハイム - 『あったか家族篇』
- コーセー - 『ディズニー×雪肌精』
- NTTコミュニケーションズ
- 資生堂 - 『アップホワイティア』
- タカラトミー - 『イイカラ』
- 東京ディズニーランド - 『ディズニー・パーティーエクスプレス!』
- ローソン - 『ローソン30周年記念キャンペーン』
- Honda - 『ステップワゴン』(インフォマーシャル)
- アサヒ飲料 - 『WANDAショット＆ショット(化粧編)』
- NTTドコモ - 『WORLD WING (世界のあちこちで編)』
- P&G - 『Gillette Venus エンブレイス5』(全世界配信)

### テレビドラマ
- 初恋net.com〜忘れられない恋のうた〜　episode.1 初恋 (2007年、朝日放送) -吉田菜津子役
- 貧乏男子　ボンビーメン（2008年、日本テレビ）
- オトナ女子♯7話　（フジテレビ、2015年）- カオリ役

### テレビ番組
- コーヒーとからだの美味しい話BS11ナビゲーター
- ひらめ筋GOLD（2005年、日本テレビ）
- うぇぶたま（2006 - 2007年、テレビ東京) レギュラー
- 「セルジオ越後のサッカー日本代表討論番組 プロホガソン〜延長戦〜」（2011年、BSスカパー)

### ゲーム
- WCCF13－14（セガ・インタラクティブ、2014年稼働） - 秘書 役[4]

## 雑誌

### 掲載
- UP to boy （ワニブックス、2007年8月号）
- ヤングサンデー （小学館、2007年9/13号）
- サッカーゲームキング （朝日新聞出版、2012年、4月10号） 表紙＆巻末グラビア、インタビュー
- サッカーゲームキング （朝日新聞出版、2014年、2月号） 表紙＆（朝日新聞出版、2014年、2月号）末グラビア、インタビュー
- フットサルナビ （2015年、9月号）
- サッカーマガジンZONE （2015年）

### 連載
- サッカーゲームキング『大沢友里江のWCCF エースをねらえ!』（朝日新聞出版、2012年6月10号〜）

## スチール
- クラシエホームプロダクツ − 『プロスタイル フワリエ』（2008年〜2009年）

## WEB
- クラシエホームプロダクツ 『プロスタイル フワリエ』（2008年〜2009年）
- サッカーキング 『大沢友里江のWCCF エースをねらえ!』
- Panasonic　LUMIX　『京の技と美』

## その他
- セガ トレーディングアーケードゲーム『WORLD CLUB Champion Football』WCCFイメージキャラクター